# Al Columbia
Al Columbia (nacido en 1970) es un ilustrador, caricaturista, escritor, fotógrafo, músico y cineasta estadounidense.

## Biografía

### Controversia de Big Numbers
A la edad de 19 años Columbia fue contratado para trabajar como asistente de Bill Sienkiewicz en la serie de cómics Big Numbers de Alan Moore. Cuando Sienkiewicz se retiró del proyecto en 1990 después de completar las primeros dos copias, Moore y quienes los respaldaban en Tundra Publishing solicitaron al joven artista que se convirtiese en el único artista de la serie. En 1992 el mismo Columbia abandonó el proyecto bajo una nube de rumores y acusaciones, incluyendo reclamos de que este había recibido el pago por trabajos que nunca entregó destruyendo su propio trabajo en el cuarto volumen de la serie que permaneció sin ser publicado. Columbia jamás hizo alusión al tópico de manera pública por varios años, indicando en 1998 en una carta dirigida hacia The Comics Journal que "Puedo fácilmente lanzarme en una diatriba acerca del extenso horror en mi experiencia con Tundra, pero prefiero las conflictivas y ampliamente entretenidas repercusiones que ya están en circulación." En el 2000 publicó una "declaración definitiva" medianamente humorística en el foro de The Comics Journal' (reimpreso aquí), confirmando que él destruyó su trabajo para la serie pero disputando otros aspectos del fiasco de la publicación. Profundizó su declaración en un artículo publicado en The Comics Interpreter en el 2004, detallando los tumultos personales y profesionales rodeando el proyecto.

### 1990
El primer comic book solista de Columbia, Doghead, fue publicado por Tundra Publishing en 1992. Él contribuyó con tres volúmenes en la antología de horror From Beyond a principio de los 90's, inicialmente bajo el seudónimo de "Lucien" y más tarde utilizando su propio nombre. Sus trabajos "The Biologic Show" y "Tar Frogs" aparecieron también en la revista inglesa Deadline magazine. Estos estaban enfocados en temáticas perturbadoras tales como mutilación, incesto y ocultismo y junto a ellos se alejó del fotorrealismo pictorialista propio del tiempo que paso con Sienkiewicz para embarcarse hacia un estilo escabroso pero virtuoso de pluma y tinta que enfatizaba los detalles fisonómicos grotescos como lo son rostros sonrientes exponiendo sus dientes y ojos de reptil mirando de reojo.
En 1994 Fantagraphics Books publicó el cómic de Columbia The Biologic Show #0. Este contenía una versión re dibujada de sus historias para Deadline junto con nuevos trabajos. Recibió mayormente críticas entusiastas y el reconocimientos de otros caricaturistas incluyendo a Mike Allred y Jim Woodring. The Biologic Show #1 lo sucedió en 1995, presentando la primera entrega de una novela gráfica jamás completada, Peloria; un volumen #2 fue publicitado pero permanece sin aparecer hasta la actualidad. En el año 1995 "I Was Killing When Killing Wasn't Cool" se convirtió también en el primero de una serie de historias cortas utilizando tan solo dos colores creadas por Columbia en aparecer en la antología de Fantagraphics Zero Zero. En estos trabajos, notados por su llamativo ritmo visual y su atmósfera vívida de terror, Columbia adoptó un estilo de dibujo simplificado que evocaba a las caricaturas antiguas y particularmente a los trabajos de Fleischer Studios. Más tarde en historias como "Amnesia" y "Alfred the Great" Columbia combinó la animación tradicional de celdas, dibujos influenciados de personajes con fondos de claroscuro minuciosamente detallados, y la utilización de algunas técnicas de ilustración digital y manipulación fotográfica. "The Trumpets They Play!" fue un trabajo copiosamente aclamado haciendo utilización del estilo anteriormente mencionado basado en Book of Revelation, apareció en BLAB! #10 en 1998. 
Durante 1990 Columbia realizó tareas auxiliares tales como separación de colores para las publicaciones de otros caricaturistas incluyendo a Chris Ware y Archer Prewitt. También desempeñó tareas artísticas para el diseño escénico del comediante David Cross en un especial de televisión de 1999 titulado The Pride is Back. Pese a que otorgó cortas entrevistas a varias zines incluyendo Velour y Ain't Nothin' Like Fuckin' Moonshine durante este periodo, la reducida cantidad de su material publicado y la cancelación de numerosos títulos y contribuciones en antologías previamente anunciados, complementados con numerosas preguntas acerca del destino de Big Numbers, lo convirtieron en el centro de abundantes especulaciones. "¿Qué sucedió con Al Columbia?" se transformó en una cuestión perenne en sitios web y foros dedicados a cómics.

### 2000s
El 19 de noviembre de 2001 The New York Times presentó una de las ilustraciones de Columbia. En el 2003 escribió dos ediciones de The Pogostick, una serie sin terminar de cómics ilustrados por Ethan Persoff que fueron nominados para el Premio Harvey. En el 2003 creó el diseño artístico para el álbum de The Postal Service: Give Up.
Después de un atraso de tres años, el sitio web personal de Columbia alcolumbia.com se creó en 2006. El sitio basado en Flash presentaba una cambiante variedad de ilustraciones, fotografías, videos musicales y otros contenidos multimedia. El sitio ha sido cerrado a principios del 2012.
Los cómics e ilustraciones de Columbia han sido presentadas en antologías incluyendo Mome, The Best American Comics, y la serie Swallow de Ashley Wood. Su trabajo apareció también en el periódico de Seattle The Stranger y en revistas tales como The Believer y Arthur.
Una colección de trabajos previamente descontinuados fue publicado en el 2009, Pim & Francie: The Golden Bear Days, recibiendo una aclamación generalizada.

## Personajes recurrentes
Desde The Biologic Show' en adelante los comics de Columbia presentaron un número de personajes recurrentes. Al igual que otros personajes de caricaturas tradicionales, la aparición de algunos de ellos ha continuado inclusive después de la muerte de los mismos. 

### Seymour Sunshine
El protagonista más frecuente en los primeros trabajos de Columbia, Seymour Sunshine es un personaje pasivo y desafortunado que es acechado por bizarras amenazas. Su primera aparición tuvo lugar en "No Tomorrow If I Must Return" de The Biologic Show #0. En la mayoría de sus historias, incluyendo "I Was Killing When Killing Wasn't Cool" y "The Trumpets They Play!", Seymour es retratado de manera tal que su presencia es casi muda pese a ser más articulado y locuaz en "Amnesia".

### Pim y Francie
Un par de niños abandonados revoltosos cuyas travesuras los obliga a involucrarse en problemas terribles, Pim y Francie aparecieron por primera vez en "Tar Frogs". Ellos protagonizan "Peloria Part One" y Pim & Francie: The Golden Bear Days. Existe una relación de hermanos basada con poca exactitud. Según Columbia ambos surgieron en un intento de dibujarse tanto a sí mismo y a su antigua novia como personajes de caricatura.

### Knishkebibble the Monkey-Boy
En "Amnesia" ha sido descrito como "un icono infantil para los placeres maliciosos e inmundos", los principios de Knishkebibble se remontan a "Peloria Part One". Más tarde él sería retratado como la mano derecha de Seymour Sunshine, sirviendo en su mayor parte para arrastrarlos hacia situaciones peligrosas. Es retratado como un personaje codicioso, conspirador y vulgar que utiliza usualmente un acento característico proveniente de Hillbilly.

### Ruthie y Lucy
Un par de malévolas siamesas que aparecen como las antagonistas de numerosos trabajos de Columbia, incluyendo "The Biologic Show", "Peloria Part 1", y Pim & Francie: The Golden Bear Days. Fueron identificadas con sus respectivos nombres por primera vez en "The Blood-Clot Boy".

### Alfred the Great
Alfred the Great, Alfred el Increíble, es un enano que posee una enorme lengua prensil. En la historia del mismo nombre él adquiere fama y fortuna como un actor circense antes de que su estilo de vida decadente y su mal temperamento precipitasen su caída. Alfred también aparece en la portada de Dirty Stories 3.

### Cheapy the Guinea Pig
Cheapy the Guinea Pig, Cheapy el Conejillo de Indias, es un sujeto experimental utilizado por investigadores genéticos en una variedad de pruebas crueles y sin sentido tal como "intentar determinar la cantidad de tiempo que Cheapy puede soportar ser golpeado en la cabeza y el rostro con un martillo de bola antes de morir".
Una caricatura animada llamada Cheapy The Guinea Pig es mencionada en la novela de lengua rusa Kamera Obskura proveniente de 1932 y escrita por Vladimir Nabokov, en uno de los pasajes que fue borrado de Risa en la oscuridad (Laughter in the Dark) en la traducción/adaptación a la lengua inglesa del libro realizada en 1938. Columbia describe los orígenes del personaje en el libro de Nabokov presentándolo en "Vladimir Nabokov's Cheapy the Guinea Pig", enfatizando que su versión de Cheapy estaba "inspirada solamente en nombre por el personaje de Nabokov y por las muchas utilizaciones que un conejillo de indias ofrece al mundo de las caricaturas".

## Música y cine
Columbia fue un miembro fundador de The Action Suits, otros de sus miembros han incluido a sus compañeros caricaturistas Peter Bagge y Eric Reynolds. Su actividad musical más reciente incluye canciones y videos musicales grabados junto a su socio bajo el nombre de The Francies, estos fueron documentados esporádicamente en su sitio web.
En el 2009 dirigió y apareció en el video musical "These Wounds Never Heal" de una banda norteamericana de heavy metal llamada Unholy.

## Trabajos publicados

### Solo
- Doghead (1992, Tundra Publishing)
- The Biologic Show #0 (1994, Fantagraphics Books)
- 23 Skidoo, minicómic (1994, Wow Cool)
- The Biologic Show #1 (1995)
- Pim & Francie: The Golden Bear Days (2009, Fantagraphics Books)

### Antologías y series
- "The Virus", 8 páginas; portada e ilustraciones varias, From Beyonde #1 (febrero de 1991, Studio Insidio) [como Lucien]
- "Clara Mutilarés", 11 páginas; portada e ilustraciones varias, From Beyonde #2 (mayo de 1991)
- "Untitled", 4 páginas; cubierta trasera, From Beyonde #3 (septiembre de 1991)
- Portada intitulada, Deadline #51 (mayo de 1993, Deadline Publications)
- Contribución intitulada, Madman Adventures #2 (junio de 1993, Tundra Publishing)
- "Johnny 23", 4 páginas, Taboo #8 (1995, Kitchen Sink Press); también publicado como un minicómic (n.d., Wow Cool)
- "I Was Killing When Killing Wasn't Cool", 8 páginas, Zero Zero #4 (agosto de 1995, Fantagraphics Books)
- "Jack never woke up", 1 página (interior de la portada), Zero Zero #8 (marzo/abril de 1996)
- Portada delantera intitulada, Newbies Eclectica #6 (1997, The Graphic Cartel)
- "Walpurgischnacht '97", 1 página (cubierta trasera), Zero Zero #15 (marzo de 1997)
- "The Blood-Clot Boy", 6 páginas, Zero Zero #16 (abril/mayo de 1997)
- "Amnesia", 8 páginas, Zero Zero #20 (septiembre/octubre de 1997)
- "The Trumpets They Play!", 8 página, BLAB! #10 (1998, Fantagraphics Books)
- "Alfred the Great", 5 páginas, Zero Zero #26 (Julio/agosto de 1999)
- "Movie Magic", 1 página y portada delantera, The Stranger, 16 de marzo de 2000 [como Jack Lazy]
- "Vladimir Nabokov's Cheapy the Guinea Pig" (cubierta trasera) y portada intitulada, Zero Zero #27 (agosto de 2000)
- "Pim & Francie", 1 página, The Stranger, March 22, 2001; reimpresa a color por Mome #9 (Otoño del 2007, Fantagraphics Books)
- Dibujos para las cartas en "As the Taliban Flee, Time to Send In Fido", The New York Times, 14 de noviembre de 2001
- "See no evil", portada, Hanging Like a Hex #16 (n.d. (publicado entre 2001–2003), Hanging Like a Hex/Ryan Canavan)
- Cubierta envolvente intitulada, Dirty Stories Volume 3 (primavera de 2002, Eros Comix/Fantagraphics Books)
- Contribución desconocida, Madman Picture Exhibition #3 (junio de 2002, AAA Pop Comics)
- "Chopped Up People", 9 páginas, Mome #7 (orimavera de 2007, Fantagraphics Books)
- "Fucking Felix", 9 páginas, Mome #8 (verano de 2007)
- "Cheapy the Guinea Pig in Morning Glory", 1 página, Awesome: The Indie Spinner Rack Anthology (octubre de 2007, Evil Twin Comics)
- Contribución desconocida, The Evil Dead #1 (enero de 2008, Dark Horse Comics)
- Portadas fronteras y traseras intituladas, Mome #10 (invierno/primavera de 2008)
- "5:45", 4 páginas, Mome #11 (verano de 2008); reimpreso en The Best American Comics 2009 (Houghton Mifflin Harcourt)
- "Blue Apples", Arthur #29 (mayo de 2008), #30 (junio de 2008), #31 (septiembre de 2008)
- "Invasion", 3 páginas, Mome #12 (otoño de 2008)
- Intitulado, 16 páginas, Swallow Volumen 1, #5 (diciembre de 2008, IDW Publishing)
- "Toyland", 2 páginas, Diamond Comics #4 (octubre de 2009, Floating World Comics)
- "The Happy Prick", The Believer Volumen 7, #9 (noviembre/diciembre de 2009)
- Intitulado, 9 páginas y cubierta trasera, GO FOR THE GOLD! 3 (diciembre de 2009, Meathaus)
- "The Happy Prick", The Believer Volumen 8, #1 (enero de 2010)

### Cómics con Ethan Persoff (solamente guiones)
- The Pogostick #1 (febrero de 2003, Fantagraphics Books)
- The Pogostick #2 (diciembre de 2003)

### Otros trabajos
- "Glazed Donuts" b/w "Andy the Android", 7" vinyl single by The Action Suits (1997, Spot On! Records)
- Arte escénico The Pride is Back, especial de televisión de David Cross (1999, HBO)
- Arte de álbum, Canada, álbum de Loraxx (2000, The Orchard)
- Retrato de Nick Cave, Book of Changes: Interviews by Kristine McKenna (2001, Fantagraphics Books)
- Arte de álbum, Give Up, álbum de The Postal Service (2003, Sub Pop)
- Ilustración de la canción "Toy Boy", 2 páginas, Songs For Sorrow, EP de Mika (2009, Casablanca Records)
- Arte de portada, This Side of Jordan, novela de Monte Schulz (2009, Fantagraphics Books)